# Criolls de base lexical holandesa
Un crioll holandès o més ben dit crioll de base lexical neerlandesa és una llengua criolla que ha estat substancialment influït per la llengua holandesa.
La majoria de criolls d'holandès s'han originat en colònies holandeses a Amèrica (especialment al Carib) i Àsia del sud-est, després de l'expansió de segle xvii de la potència marítima neerlamdesa. Gairebé totes aquestes llengües són ara extintes.

## Llista
Els criolls o llengües derivades de l'holandès són les següents:
| Crioll                                | Localització                                     | Estat                     |
| ------------------------------------- | ------------------------------------------------ | ------------------------- |
| Berbice                               | Guyana                                           | Extint                    |
| Skepi                                 | Guyana                                           | Extint                    |
| Negerhollands                         | Illes Verges dels EUA                            | Extint                    |
| Petjo                                 | Indonèsia, comunitat immigrant en el Netherlands | Extint o en perill crític |
| Javindo                               | Indonèsia                                        | Extint                    |
| Crioll portuguès de Sri Lanka         | Sri Lanka (anteriorment Ceilan)                  | Extint o en perill crític |
| Holandès Mohawk                       | Estats Units                                     | Extint                    |
| Holandès de Jersey ("Negro-holandès") | Estats Units                                     | Extint                    |
| Afrikaans                             | Sud-àfrica, Namíbia                              | Llengua oficial           |

El neerlandès també ha tingut un pes significatiu en altres criolls:
- Papiamento

Basat majoritàriament en el portuguès, parlat a Aruba, Bonaire i Curaçao.
- Saramacca

Basat majoritàriament en l'anglès, llengües portugueses i africanes, parlat a Surinam
- Sranan Tongo

Basat majoritàriament en l'anglès, parlat a Surinam
Malgrat el seu nom, l'holandès de Pennsilvània ("dutch") no és ve del neerlandès, sinó que és una varietat d'alemany Central de l'oest.